# Гульчак, Филипп Яковлевич
Филипп Яковлевич Гульча́к (1906 — 1954) — советский специалист в области полярного земледелия, животноводства и промыслового хозяйства, лауреат Сталинской премии.

## Биография
Родился в селе Степановка (ныне Винницкий район, Винницкая область, Украина). Украинец. Член ВКП(б) с 1928 года, кандидат сельскохозяйственных наук.
С 1937 года первый директор НИИ сельского хозяйства Крайнего Севера (Норильск, затем Ленинград).
С 28 июня 1941 года в армии (доброволец). Старший политрук, заместитель начальника политотдела 128 стрелковой дивизии 42 армии, подполковник. 
В конце 1945 года демобилизовался и снова занял должность директора НИИ сельского хозяйства Крайнего Севера. С 1952 года старший научный сотрудник там же.
Умер в начале 1954 года (до выхода книги).

## Награды и премии
- Сталинская премия второй степени (1951) — за разработку рациональных приёмов ведения оленеводческого хозяйства на Крайнем Севере
- два ордена Красной Звезды (2.8.1944; 9.6.1945)
- орден Отечественной войны II степени (11.5.1944)
- орден Красного Знамени (14.10.1944)
- медаль «За боевые заслуги» (7.5.1942)
- медаль «За оборону Ленинграда» (22.12.1942)
- медаль «За победу над Германией в Великой Отечественной войне 1941—1945 гг.» (9.5.1945).

Сочинения:
- Северное оленеводство [Текст] / лауреат Сталинской премии Ф. Я. Гульчак, канд. с.-х. наук. — Москва : Сельхозгиз, 1954. — 216 с.; 21 см.
- Устройство коралей и их эксплуатация в оленеводстве . Л.-М. Издательство Главсевморпути , 1940 , 72 стр .